# Isabel de Valois, Rainha de Espanha
Isabel de França, também conhecida por seu nome como rainha da Espanha Isabel de Valois (em francês: Élisabeth de France; 2 de abril de 1545 – 3 de outubro de 1568), foi a terceira esposa do rei Felipe II e Rainha Consorte da Espanha, Nápoles, Sicília, Sardenha e Países Baixos de 1559 até sua morte em 1568. Era filha do rei Henrique II da França e sua esposa Catarina de Médici.

## Biografia

### Infância
Isabel nasceu no Château de Fontainebleau. Ela foi criada sob a supervisão da governanta das crianças reais, Jean d'Humières e Françoise d'Humières. Sua infância foi passada na creche real francesa, onde seu pai insistiu em dividir seu quarto com sua futura cunhada, Maria da Escócia, que era cerca de três anos mais velha que Isabel. Mesmo que Isabel tivesse que dar precedência a Maria (já que Maria já era uma rainha coroada), as duas permaneceriam amigas íntimas pelo resto de suas vidas. Embora se reconheça que sua irmã Margarida e sua futura cunhada, Maria, era mais bonita do que ela, era uma das filhas atraentes de Catarina. Isabel também foi descrita como sendo tímida e muito admirada por sua mãe formidável; embora também haja evidências de que Catarina era carinhosa e amorosa com relação a Isabel. Isto foi certamente evidente em suas cartas para Isabel.
Em 1550, o pai de Isabel, Henrique, iniciou as negociações para seu casamento com Eduardo VI da Inglaterra. Esse arranjo trouxe condenação do Papa Júlio III, que teria declarado que ele excomungaria ambos se eles se casassem. Henrique, indiferente, concordou com um dote de 200.000 ecus, que se tornou irrelevante com a morte de Eduardo em 1553.

### Casamento e Morte

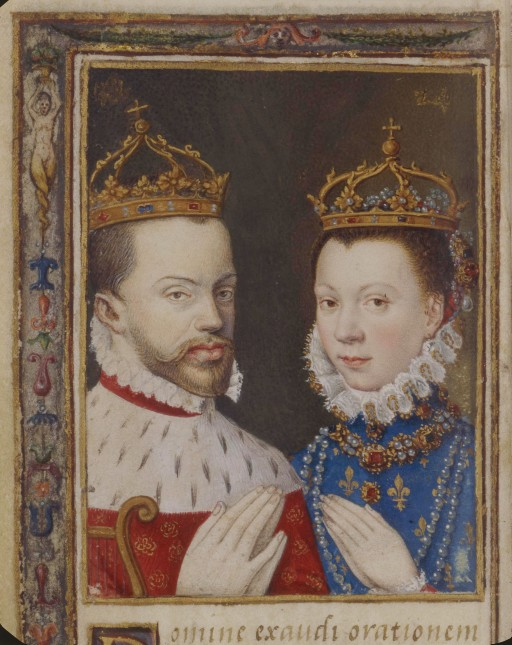
Rei Filipe II de Espanha e Isabel de Valois.

As casas reais da Espanha e da França eram rivais tradicionais. No século XVI, as tensões entre os reinos ficaram bastante acirradas, devido às campanhas expansionistas empreendidas pelo rei francês Francisco I contra o imperador Carlos V, e vice-versa. Durante a década de 1550, Filipe II travou uma série de conflitos militares contra os Valois por causa do seu direito aos Países Baixos espanhóis. Como a Inglaterra se recusou a lhe prestar apoio, já que a rainha Maria I estava morta, Filipe procurou apaziguar os desentendimentos através da velha política matrimonial. Seu filho e herdeiro, Carlos, então com 14 anos em 1559, contrairia matrimônio com uma das filhas da rainha mãe, Catarina de Médici, Isabel ou Margarida. Como esta última ainda era uma criança, então Isabel, que também tinha 14 anos, foi escolhida. Entretanto, antes que as negociações fossem concluídas, Filipe, recém-enviuvado, decidiu ele mesmo desposar a princesa. Tendo apenas um filho, de saúde mental e física comprometida, o rei precisava assegurar a sucessão. Assim, em 22 de junho de 1559 foi celebrado em Paris o casamento por procuração. Seis meses depois, Isabel pisava em território espanhol, não como princesa das Astúrias, e sim como rainha da Espanha.
O casamento entre Isabel de Valois e Filipe II de Espanha foi um dos triunfos políticos da coroa francesa. Segundo o biógrafo do rei, Henry Kamen, a nova rainha afetou profundamente a vida pessoal e política de Filipe:
Isabel era uma adolescente de cabelos negros e olhos brilhantes, com imensa vivacidade e energia, que mais que compensava sua falta de beleza natural. Ela trouxe de volta para Filipe a energia de sua juventude. Ele lhe dedicava muito tempo e chegava mesmo a discutir seu trabalho com ela. Apesar disso, há alguma dúvida se eles tinham um relacionamento emocional profundo. Todos os relatos otimistas sobre amor emanaram de uma única fonte: os embaixadores franceses que estavam ansiosos para demonstrar a seu governo que o casamento era um sucesso.
Existem alguns relatos que Filipe matinha relacionamentos extraconjugais enquanto era casado com Isabel, assim como manteve em seus casamentos anteriores. Contudo, a vida doméstica do casal parecia ser bastante harmoniosa aos olhos do observador, o que dava embasamento para as afirmações dos embaixadores franceses de que o rei amava sua rainha. A verdade, entretanto, era que Isabel se ressentia muito das infidelidades do marido e chegou a ficar gravemente doente por causa disso.
Em 1564 Isabel de Valois, aos 18 anos, engravidou pela primeira vez, tendo abortado com apenas três meses de gestação. Em 1565, ela sofreu novo aborto, em consequência de uma febre, contraída após a rainha ter visto Eufrásia de Guzmán das janelas do palácio em Madrid, grávida de Filipe. Isabel ficou doente por semanas e o rei se compadeceu bastante do estado da esposa. A afeição entre ambos foi então crescendo. Ainda naquele ano, o embaixador francês Saint-Sulpice observou que Filipe demonstrava por Isabel “verdadeira amizade e perfeita boa vontade, o que a faz tão satisfeita e feliz como jamais poderia ser”. O monarca, inclusive, chegava a compartilhar segredos políticos e ideias com sua consorte, algo que ele não fazia na companhia de outros homens de seu círculo. Parece que essa reaproximação e demonstração de afeto surtiram efeitos positivos no relacionamento do casal, pois no final de 1565 a rainha estava novamente grávida. Segundo o embaixador francês, “durante a noite de trabalho de parto e durante o próprio parto, ele [Filipe] nunca deixou de segurar uma de suas mãos, confortando-a e encorajando-a da melhor maneira que sabia ou podia”. Em 16 de agosto de 1566 nasceu Isabel Clara Eugênia. O desapontamento por não ser um menino foi logo esquecido diante da graciosidade e perfeição do bebê. A infanta Isabel seria uma das filhas favoritas de Filipe II.
Contudo, por maior que fosse a alegria que o rei pudesse sentir com a sua filha, o reino ainda precisava de um segundo herdeiro. Em outubro de 1567 nasceu outra menina, batizada de Catarina Micaela. A pressão para que a rainha gerasse um menino era grande. Poucas semanas depois do nascimento de Micaela, Isabel de Valois engravidou mais uma vez. Sua saúde, porém, deteriorou-se muito. Faleceu com apenas 23 anos, em 3 de outubro de 1568, durante o parto prematuro de um bebê do sexo masculino. O rei ficou bastante arrasado com a perda de sua esposa. A morte da rainha deixou um grande vazio na corte. Sua entourage foi desfeita, assim como foram adotadas medidas econômicas para saldar os seus gastos. Filipe teve que reconhecer que sua mulher era muito consumista, “comprava de forma extravagante e seus gastos com festas e passeios eram impressionantes”, além de encomendar “quantidades infinitas de pratas e joias dos artistas da corte”. Diz-se também que Isabel jamais usava o mesmo vestido duas vezes. Esse comportamento não era algo que o rei estava disposto a tolerar numa próxima consorte. Com a morte de Dom Carlos, Filipe II precisava de um novo herdeiro e urgia a necessidade de um novo casamento, aquele que seria o último de sua carreira marital. Dessa vez, ele decidiu procurar por uma noiva no seio de sua própria família, os Habsburgo. Assim, Filipe se casou novamente com sua sobrinha Ana de Áustria, na qual ela deu à luz ao herdeiro da Espanha, Filipe III de Espanha.
Muitos afirmaram que seu enteado, Carlos, nutria um amor secreto por ela, uma das razões que o levou à loucura.

## Descendência
- Aborto espontâneo (1564)
- Aborto espontâneo (1565)
- Isabel Clara Eugênia (12 de agosto de 1566 - 1 de dezembro de 1633), soberana e posteriormente Governadora dos Países Baixos.[2]
- Catarina Micaela (10 de outubro de 1567 - 6 de novembro de 1597), duquesa de Saboia.[2]
- Filho natimorto (3 de outubro de 1568)